# Бейсбол на летних Олимпийских играх 1912
Бейсбол был впервые продемонстрирован на летних Олимпийских играх 1912 года в качестве показательного вида спорта. Был сыгран один матч между командой США (страной-прародительницей бейсбола) и командой Швеции (страной-хозяйкой Игр). Команда США была составлена из членов сборной США по лёгкой атлетике; Швецию представлял созданный в 1910 году бейсбольный клуб «Вестерос». В связи с тем, что шведские игроки ещё имели мало опыта, за шведскую команду выступили четыре члена сборной США. Американцы выиграли со счетом 13–3.